# Огюст дьо Боарне
Огюст (Август) дьо Боарне, втори херцог на Лойхтенберг (на френски: Auguste Charles Eugène Napoléon de Beauharnais) е германски принц, първи съпруг на португалската кралица Мария II да Глория.

## Произход
Огюст дьо Боарне е роден на 9 декември 1810 г. в Милано, Ломбардия, като принц Огюст Шарл Йожен Наполеон дьо Боарне. Той е най-големият син на френския генерал Йожен дьо Боарне и на баварската принцеса Августа-Амалия. Бащата на Огюст е доведен син на френския император Наполеон Бонапарт от първата му съпруга Жозефина. По майчина линия Огюст е внук на баварския крал Максимилиан I Йозеф.
Въпреки връзките си със семейство Бонапарт, семейство Боарне бързо изгражда тесни династични връзки с едни от най-влиятелните аристократични родове на XIX век. По-голямата сестра на Огюст, Жозефин, се омъжва за шведския крал Оскар I, друга негова сестра, Амели, става съпруга на бразилския император Педро I, а брат му Максимилиан се жени за великата руска княгиня Мария Николаевна – най-голямата дъщеря на руския император Николай I.

## Херцог на Лойхтенберг
На 14 ноември 1817 г. баварският крал удостоява зет си Йожен с титлата Херцог на Лойхтенберг, след като последният е лишен от всичките си титли, придобити по времето на Наполеоновите войни. Въпреки обещанието си да осигурят на Йожен управлението на независима държава, на Виенския конгрес през 1815 г. Великите сили не създават такава, така че Огюст и останалите деца на Дьо Боарне остават без значително наследство. За да осигури потомците на дъщеря си, баварският крал прибавя към херцогската титла и Княжество Айхщет като зестра на дъщеря си. Когато Йожен дьо Боарне умира на 21 февруари 1821 г., Огюст наследява от баща си всичките му титли и владения в Бавария.
През 1831 г. Огюст дьо Боарне се кандидатира за престола на независима Белгия. Кандидатурата на Огюст, чиято родова история е тясно свързана с Наполеон Бонапарт, успокоява онези от Великите сили, които се опасяват, че в противен случай отцепилото се католическо франкофонско кралство ще се превърне в близък съюзник на също така католическата буржоазна монархия на Орлеанска Франция. Но в изборите, провели се в Белгийския национален конгрес, Огюст получава по-малко гласове от Луи Орлеански, най-малкия син на френския крал. В крайна сметка на белгийския престол се възкачва принц Леополд фон Сакс-Кобург.

## Принц на Португалия
На 26 май 1834 г. португалската кралица Мария II е възстановена на португалския престол, който ѝ е преотстъпен от баща ѝ – бразилския император Педро I, който е трябвало да воюва срещу силите на брат си Дон Мигел, узурпирал престола в Лисабон. След края на гражданската война годежът на Мария II с чичо ѝ Мигел е развален и правителството в Лисабон започва да търси нов съпруг за кралицата. За да се осигури пълната лоялност на бъдещия съпруг към властта на Мария II и конституционния режим в Португалия, едно от изискванията е той да няма никакви други ангажименти извън Португалия. Вниманието на Мария се спира върху Огюст дьо Боарне, когото Великите сили смятат за подходящ кандидат заради факта, че той не е член на нито една от управляващите в Европа династии и няма никакви други външнополитически амбиции. Освен това Огюст е и брат на мащехата на кралицата – Амалия.
На 1 декември 1834 г. Мария II и Огюст са венчани по доверие в Мюнхен. По това време младоженецът е на 24, а булката – на 15 години. В деня на сватбата Огюст получава от съпругата си титлата Негово Имперско и Кралско Височество, Принц на Португалия и Херцог на Санта Круз.
Огюст пристига в Португалия малко по-късно и на 26 януари 1836 г. той и Мария II са венчани лично на втора церемония в Лисабон. В Лисабон обаче Огюст заболява тежко и умира два месеца по-късно. Тъй като не оставя свои наследници, всичките титли на Огюст са наследени от неговия брат Максимилиан.